# Ian Smith
Ian Douglas Smith (8. dubna 1919 – 20. listopadu 2007) byl rhodeský politik zastávající bílou menšinovou vládu. V letech 1964–1979 byl premiérem Rhodesie.
V roce 1965 Rhodesie pod jeho vedením vyhlásila nezávislost na Velké Británii.

## Životopis
Narodil se v malém zemědělském městě Selukwe v Jižní Rhodesii jako třetí dítě skotských imigrantů Johna a Agnes Smithových. V mládí byl vášnivým sportovcem, vynikal mimo jiné v kriketu a ragby. Poté studoval na Rhodesově univerzitě v
Grahamstownu v Jižní Africe. Studium ale přerušil po začátku 2. světové války, aby mohl bojovat jako pilot v britském letectvu. Během svého pobytu u letectva byl účastníkem dvou nehod. V roce 1943 v Egyptě havaroval svůj Hawker Hurricane, přitom přišel o oko a přivodil si popáleniny obličeje. Přesto dále pokračoval v pilotování. O rok později byl sestřelen v severní Itálii nad územím kontrolovaným německými jednotkami. Připojil se k italským partyzánům a účastnil se sabotážních akcí proti nacistům. Po několika měsících utekl přes Alpy do, tehdy už spojenci osvobozené, jižní Francie. Po návratu do Afriky dokončil svá univerzitní studia a úspěšně kandidoval do rhodeského parlamentu ve volbách
v roce 1948. Kandidoval za Liberální stranu, která přes svůj název byla spíše stranou prosazující konzervativní hodnoty. Během vzniku Federace Rhodesie a Ňaska v roce 1953 přestoupil do taktéž nově vzniklé Federální strany. Ze strany vystoupil v roce 1961, kdy strana podpořila vznik nové ústavy umožňující větší zastoupení zájmů černochů v parlamentu. Protestoval také proti článku ústavy, podle kterého se v případě rozpadu federace ze všech jejích součástí (Jižní Rhodesie, Severní Rhodesie, Ňasko) stanou tzv. Commonwealth realm, formálně nezávislé státy, jejichž hlavou bude britská královna. Británie si totiž v této době ještě
udržovala podstatný vliv na chod Commonwealth realm a v případě Rhodesie by to nepochybně znamenalo velký tlak na přechod k vládě černošské většiny. Taková byla politika, kterou Británie prosazovala ve svých afrických koloniích v rámci dekolonizace. S tím se Smith nehodlal smířit a po odchodu z Federální strany založil stranu Rhodeská fronta. Tato strana slibovala odtržení od Británie a pokračující vládu bělochů. V roce 1962, rok po svém založení, vyhrála jihorhodeské volby. Premiérem se stal Winston Field, který Iana Smithe
jmenoval vicepremiérem. Rok po volbách došlo k rozpadu Federace a zatímco kolonie Severní Rhodesie a Ňasko se pod dohledem Británie transformovaly v samostatné státy ovládané černošskou většinou (pod novými názvy Zambie a Malawi), budoucnost Jižní Rhodesie zůstávala nejistá. Fieldova neprůbojnost v jednání s Británií vedla až k jeho rezignaci na post premiéra na základě vnitrostranického hlasování v dubnu 1964. Premiérem se následně stal Smith.

### Období vlády
Nedlouho po uvedení do úřadu Smithova vláda zakázala dvě nejvýznamnější proti-koloniální organizace původních obyvatel ZANU a ZAPU a jejich vůdčí postavy uvěznila. Poté, co ztroskotala veškerá jednání s Velkou Británií, vyhlásil 11. listopadu 1965 unilaterálně nezávislost Rhodesie. Její nezávislost ale neuznala žádná země a Británie na ni prostřednictvím OSN uvalila rozsáhlé ekonomické sankce. Ty ovšem neměly příliš velký efekt, protože je porušovaly zejména Jižní Afrika a Portugalská východní Afrika. Znovu se rozběhla série jednání mezi Smithem a britskou vládou, která se ale ani tentokrát nesetkala s úspěchem. Rhodesie se v roce 1970 vyhlásila republikou ve snaze získat alespoň nějaké mezinárodní uznání. To se však nestalo a boje s partyzánskými složkami odbojových organizací ZANLA a ZIPRA (odnožemi ZANU a ZAPU) počátkem 70. let stále nabývaly na intenzitě. Zásadním zvratem celé situace v regionu byla nezávislost Mosambiku na Portugalsku v roce 1975. Portugalsko podporovalo Smithův režim, kdežto nový stát ovládaný marxistickou stranou FRELIMO podporu okamžitě ukončil a v následném chaosu občanské války v Mosambiku našli zázemí i vojáci ZANLA a ZIPRA. Navíc Smith ztrácel podporu i od Jižní Afriky. S rostoucí guerillovou aktivitou musela Smithova vláda vynakládat více peněz na chod armády a také mnoho bělochů emigrovalo do sousední Jižní Afriky, kde měl v té době ještě neotřesitelnou pozici apartheid. Před politickou porážkou Rhodesie navrhly antikoloniální síly vyjednávání, které mělo zabránit totálnímu vyhnání bělochů. V roce 1978 tak vznikla dohoda se Sjednocenou africkou národní radou vedenou černošským biskupem Abelem Muzorewou na plynulé transformaci moci do rukou černošské většiny, která dočasně přenechala velké výhody bělošské menšině. Běloši podmínky dohody nikdy nesplnili. O rok
později se země přejmenovala na Zimbabwe Rhodesie a premiérem se stal ve smíšené vládě Abel Muzorewa. Zimbabwe Rhodesie byla krátkodobým kompromisním řešením, černoši sice už měli většinu v parlamentu i ve vládě, ale například 28 křesel v parlamentu bylo vyhrazeno pro bělošské voliče. Stát Zimbabwe Rhodesie neuznala žádná země mezinárodního
společenství. V prosinci roku 1979 byla v Británii podepsána Dohoda z Lancaster House mezi britskou vládou, vládou Zimbabwe Rhodesie, ZANU a ZAPU. Dohoda zaručovala samostatnost pod vládou majority a svobodné volby. Ty se konaly v únoru 1980 a byly britskou vládou prohlášeny za platné.

### Opozice a pozdější léta
Smith byl i po změně režimu stále členem parlamentu, jímž zůstal až do roku 1987. Byl vůdčí postavou opozice vůči Mugabemu a často kritizoval jeho vládu a obviňoval ji z korupce. V roce 1992 se ještě krátkodobě angažoval v opozičním hnutí Spojená fronta. Na rozdíl od většiny bělošské populace ze Zimbabwe neodešel, stále
pobýval buď na své venkovské farmě, nebo ve svém domě v hlavním městě Harare. I po konci své kariéry v politice nepřestával otevřeně kritizovat Mugabeho režim, který na přelomu tisíciletí přivedl kdysi jednu z nejbohatších zemí Afriky na hranici ekonomického kolapsu. V roce 1997 vydal svou autobiografii The Great Betrayal (anglicky Velká zrada). Až na úplném sklonku svého života Zimbabwe opustil. Posledních několik let svého života strávil v Kapském Městě, kde 20. listopadu 2007 zemřel ve věku 88 let.